# Синдром Дауна
Синдро́м Да́уна (трисомія за 21 хромосомою) — генетична аномалія, яку спричинює присутність додаткової хромосоми у 21 парі. Синдром Дауна є хромосомною аномалією (не є хворобою і не лікується), якій притаманна додаткова хромосома 21 — цілковита (трисомія 21) або часткова (внаслідок транслокації).
Такі діти мають 47 хромосом у каріотипі замість звичних 46. Їм притаманна характерна зовнішність, підвищена можливість появи певного спектра захворювань, певна розумова відсталість, яка спричинює повільніший розумовий розвиток на фоні здорових осіб та гіршу соціальну адаптацію.
Через неможливість повного розв'язання проблем цієї аномалії медицина ставить на меті не постійне лікування, а забезпечення нормального соціального статусу для людей, які мають синдром Дауна. Синдром Дауна належить до природжених вад розвитку, деформацій та хромосомних аномалій — код Q 90.

## Історичні відомості

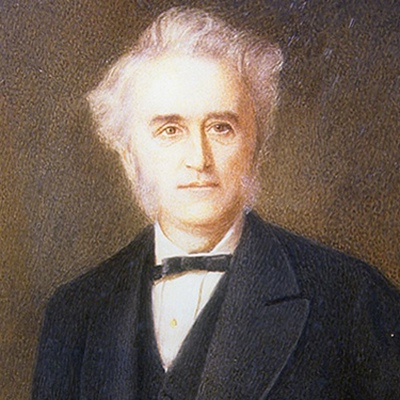
Джон Ленгдон Даун

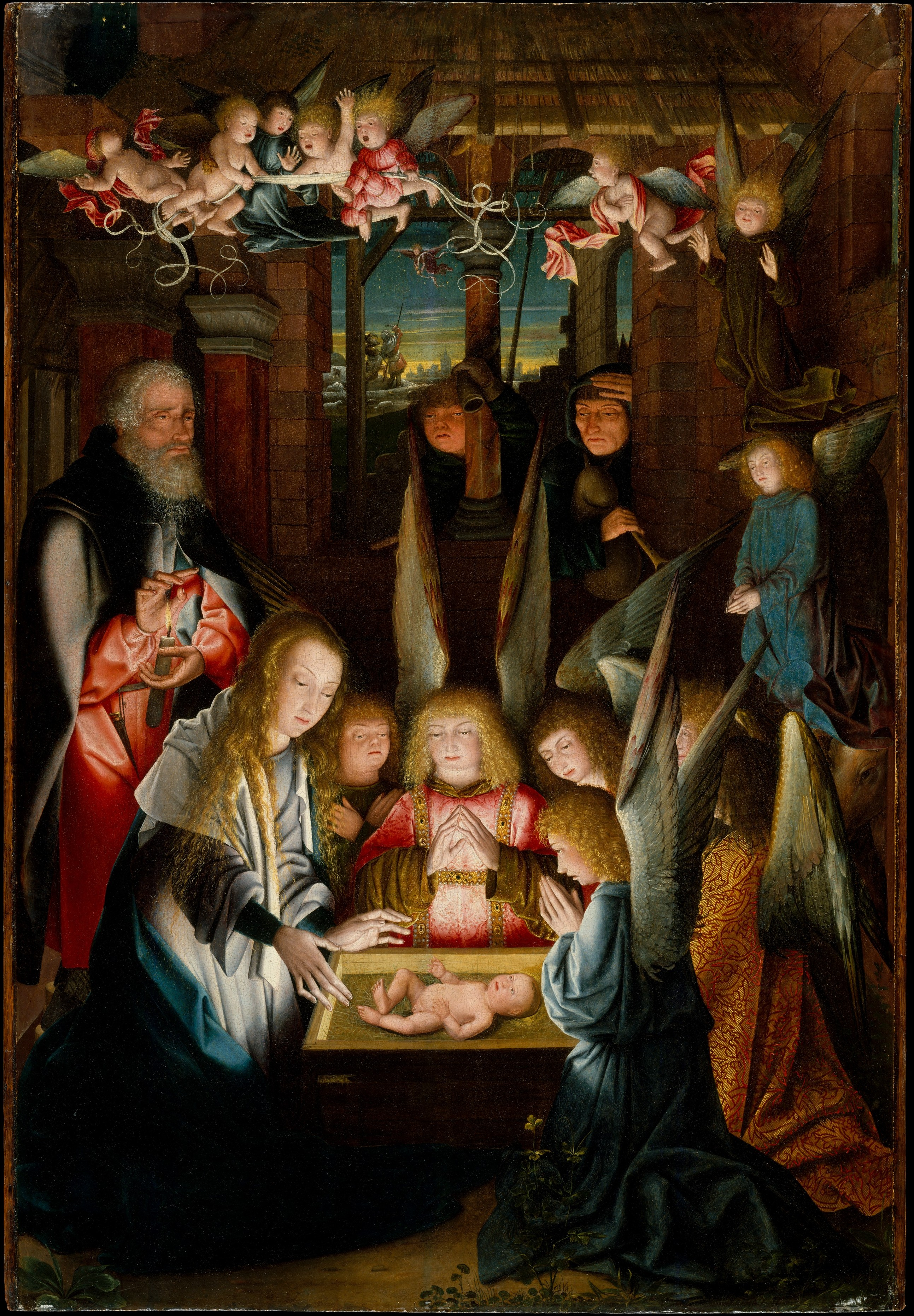
Левітас і Рейд припустили, що ця рання нідерландська картина, «Поклоніння немовляті Христу», зображує людину із синдромом Дауна як одного з ангелів.

Англійський лікар Джон Ленгдон Даун у 1862 році першим описав та схарактеризував синдром, який згодом був названий його ім'ям, як форму психічного розладу. Широко відомим поняття стало після опублікування ним доповіді на цю тему у 1866 році. Через наявність епікантусних складок Даун використовував термін монголоїди (синдром же називали «монголізм»). Подання про синдром Дауна було дуже прив'язане до расизму аж до 1970-х років.
Мете Ріволла з Університету Бордо виявила в некрополі біля церкви в Шалон-сюр-Сон останки дитини з характерними для синдрому Дауна аномаліями, яка жила на межі V і VI століть нашої ери. Цей скелет є найдавнішим із відомих науці зі слідами синдрому Дауна. Вона зазначила, що характер поховання жодним чином не відрізнявся від інших, а значить людей із синдромом, швидше за все, не піддавали соціальній стигматизації. Джон Старбака з Університету Індіани вивчаючи статуетку тольтеків, припустив, що вона зображує людину з синдромом Дауна.
У XX столітті синдром Дауна став достатньо поширеним. Хворих спостерігали лікарі, але лише малу частину клінічних ознак можна було якось скомпенсувати. Більшість хворих вмирали немовлятами або дітьми. З виникненням євгенічного руху в 33 з 48 американських штатів і в ряді інших країн почали програми з примусової стерилізації осіб із синдромом Дауна та порівнянними ступенями інвалідності. Це також входило в програму умертвіння Т-4 у нацистській Німеччині. Судові проблеми, наукові досягнення та протести з боку суспільства призвели до скасувань таких програм протягом десятиліття після закінчення Другої Світової Війни.
До середини XX століття причини синдрому Дауна залишалися невідомими, проте був відомий взаємозв'язок між імовірністю народження дитини із синдромом Дауна та віком матері, також було відомо те, що до синдрому були схильні всі раси. Існувала теорія про те, що синдром зумовлювали поєднання генетичних та спадкових факторів. Інші теорії дотримувалися думки, що його спричинювали травми під час пологів.

З відкриттям у 1950-х роках технологій, які дозволяють вивчати каріотип, стало можливо визначити аномалії хромосом, їхню кількість і форму. У 1959 році Жером Лежен виявив, що синдром Дауна виникає через трисомію 21-ї хромосоми.

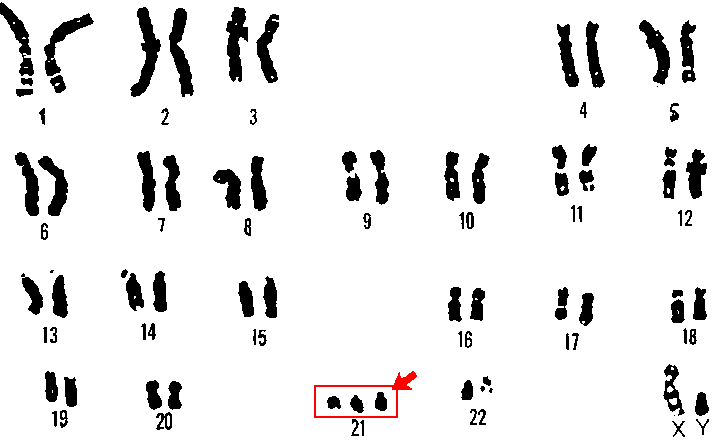

У 1961 році вісімнадцять генетиків написали редактору «The Lancet», що Монгольський ідіотизм «вводить конотації в оману» і що це «незграбний термін», який слід змінити. «The Lancet» підтримав назву «синдром Дауна». Всесвітня організація охорони здоров'я (ВООЗ) у 1965 році офіційно прибрала назву «монголізм» після звернення монгольських делегатів. Однак навіть 40 років по тому назва «монголізм» з'являється в провідних медичних посібниках, наприклад, у «Повсюдних та систематичних патологіях» 4-го видання (2004 рік) під редакцією професора сера Джеймса Андервуда. Захисники прав хворих та батьки хворих вітали ліквідацію монголоїдного ярлика, повішеного на їхніх дітей. Перша група в США, Монголоїдна Рада Розвитку, змінила свою назву на «Національна асоціація синдрому Дауна» в 1972 році.
У 1975 році Національний інститут охорони здоров'я США провів конференцію зі стандартизації номенклатури. Вони рекомендували ліквідацію присвійної форми:

Потрібно припинити використання присвійної форми щодо епоніма, оскільки першовідкривач не страждав від цього розладу.

Попри це, назву «синдром Дауна» і досі використовують.
У грудні 2011 року Генеральна Асамблея ООН оголосила 21 березня Всесвітній день (не свято) людей із синдромом Дауна (World Down Syndrome Day). Березень обраний тому, що синдром Дауна являє собою трисомію (березень — третій місяць року) за 21 хромосомою (тому і 21 березня) [Архівовано 31 січня 2022 у Wayback Machine.]. Жовтень — місяць обізнаності про синдром Дауна [Архівовано 23 січня 2022 у Wayback Machine.] коли проводяться різноманітні заходи, метою яких є інформування суспільства про цю найпоширенішу генетичну аномалію.
Батьки дітей із синдромом Дауна змушені щодня боротися за гідне існування і майбутнє своїх дітей, долаючи величезний опір і нерозуміння з боку суспільства. Міжнародний день людини із синдромом Дауна ставить перед собою мету привернути увагу суспільства до проблем людей з обмеженими здібностями, адже вони трохи відрізняються від звичайних людей в плані інтелекту і багато хто з них страждають від вроджених вад серця, але своєю добротою, щирістю і безпосередністю компенсують все те, в чому вони відрізняються від звичайних людей, а часто і перевершують їх.

## Ознаки
Особи із синдромом Дауна можуть мати деякі або всі з таких ознак: косі розрізи очей, з епікантусними складками (внутрішній кут ока), гіпотонію м'язів, пласке перенісся, випнутий язик як наслідок малого розміру ротової порожнини та/або гіпотонії, коротку шию, білі плями на рогівці (так звані плями Брашфілда), надмірну гнучкість суглобів, включно з атланто-аксіальним, вроджені вади серця, надмірний проміжок між першим і другим пальцем стопи, поодиноку згинальну складку мізинця (клинодактилія) і підвищену кількість дематогліфів з ліктьової сторони долоні, але жодна з ознак не є обов'язковою.
Діти із синдромом Дауна можуть мати вроджені вади та анатомічні аномалії, які потребуватимуть відновного лікування згідно з відповідними медико-технологічними документами. 50 % немовлят мають вроджені аномалії (вади) серця, шлунку і кишки. Раніше вони жили загалом до 40 років, тому що ці захворювання не лікували. Зараз тривалість життя становить 60-65 років. Такі діти — візуали, 80 % інформації сприймають очима.
Діти в таких родинах не народжуються, майже всі чоловіки із синдромом Дауна безплідні. У жінок вагітність часто закінчується викиднем або передчасними пологами.
Через доброзичливість і відкритість дітей із синдромом Дауна називають «сонячними». Це не зовсім вдала асоціація, адже їм притаманна вся палітра людських емоцій — в тому числі злість, образи і впертість, радість і любов.

## Статистика в світі

Графік показує можливість виникнення синдрому Дауна залежно від віку матері

За статистикою ВООЗ, у світі із синдромом Дауна народжується кожне 700-е немовля (140 дітей на 100 тис. живонароджених), проте це співвідношення є різним для різних країн (див. графік). Генетичний збій відбувається незалежно від способу життя батьків, їхнього здоров'я, звичок і освіти.

Кількість народжених із синдромом Дауна на 100 тис. живонароджених

. Джерело: ВООЗ [Архівовано 20 липня 2021 у Wayback Machine.], 2019.
Відомо, що ризик народження дитини із синдромом Дауна існує завжди, але така ймовірність залежить від віку матері. Для жінок у віці до 25 років імовірність народження такої дитини дорівнює 1/1400, до 30 — 1/1000, в 35 років ризик зростає до 1/350, в 42 роки — до 1/60, а в 49 років — до 1/12. Проте, оскільки молоді жінки в цілому народжують значно більше дітей, більшість (80 %) всіх дітей із синдромом Дауна насправді народили саме молоді жінки у віці до 30 років.
Дослідження, яке провели науковці Університету міста Майсор (Індія), дозволило виявити чотири чинники, які впливають на ймовірність синдрому Дауна у дитини. Це вік матері, вік батька, близько-споріднені шлюби, а також, як не дивно, вік бабусі по материнській лінії. Причому останній з чотирьох чинників виявився найзначущим. Чим старшою була бабуся, коли народжувала дочку, тим вища ймовірність народження онука або онуки із синдромом Дауна. Ця ймовірність зростає на 30 % з кожним роком, «втраченим» майбутньою бабусею.
Для дослідження, яке опубліковане он-лайн у Британському Медичному журналі (англ. British Medical Journal), фахівці аналізували дані національного реєстру, який містив інформацію про 26 тисяч виявлених випадків синдрому Дауна в Англії та Уельсі, який діагностували як в допологовій, так в післяпологовій стадіях розвитку дитини. Науковці виявили, що число дітей з таким діагнозом зросло на три чверті з 1989 року, але кількість народжених дітей зменшилася. Наочно це має такий вигляд: у 1989—1990 роках — 1075 діагностованих випадків, у 2007—2008 — 1843 діагностованих випадки, кількість народжених скоротилося на 1 %: з 752 до 743.
Щодня, в середньому три жінки в Англії роблять аборт через виявлення у їхніх ненароджених дітей синдрому Дауна. 9 з 10 жінок вирішують перервати вагітність після того, як дізнаються, що їхня дитина хвора. Дослідження показують, що близько 1100 дітей в Англії та Уельсі щорічно не народжуються через виявлений синдром Дауна. Ця цифра значно зросла за останні два десятиліття (у 1989 році вона становила 30 немовлят). Якби жінки не проходили процедуру специфічного для цього синдрому скринінгу, то кількість народжених дітей із синдромом Дауна збільшилася б удвічі та склала б зараз в Англії та Уельсі 1422 осіб.
Близько 92 % вагітностей у Європі із діагнозом синдром Дауна перериваються. Як результат, майже немає людей із Дауном в Ісландії та Данії, де скринінг є звичним явищем. У Сполучених Штатах частота припинення після діагностики становить близько 75 % але коливається від 61 % до 93 % залежно від обстеженого населення.
Від 5 до 15 % дітей із синдромом Дауна у Швеції відвідують звичайну школу. Деякі закінчують середню школу; однак більшість цього не роблять. З тих, хто має інтелектуальні вади в США, які відвідували середню школу, близько 40 % закінчили школу. Багато вчаться читати та писати, а деякі здатні виконувати оплачувану роботу. У зрілому віці близько 20 % у Сполучених Штатах виконують певну платну роботу. Однак у Швеції менше 1 % мають постійну роботу. Багато хто може жити напівнезалежно, але їм часто потрібна допомога у фінансових, медичних та юридичних питаннях. Люди з мозаїчним синдромом Дауна зазвичай мають кращі результати.
Особи із синдромом Дауна мають вищий ризик ранньої смерті, ніж загальна популяція. Найчастіше це пов'язано з проблемами серця або інфекціями. Після вдосконалення медичної допомоги, особливо щодо проблем із серцем та шлунково-кишковим трактом, тривалість життя зросла. Це збільшення склало з 12 років у 1912 р. до 25 років у 1980-х рр. до 50–60 років у розвинутих країнах світу у 2000-х роках. Імовірність довготривалого виживання частково визначається наявністю проблем із серцем. У тих, хто має вроджені проблеми із серцем, 60 % доживають до 10 років, а 50 % доживають до 30 років. У тих, хто не має проблем із серцем, 85 % доживають до 10 років, а 80 % доживають до 30-річного віку.
Можливо, через аварію на ЧАЕС в січні 1987 року в Республіці Білорусь було зареєстровано надзвичайно велику кількість випадків синдрому Дауна, проте наступної тенденції до збільшення захворюваності не спостерігалося .

## Статистика в Україні

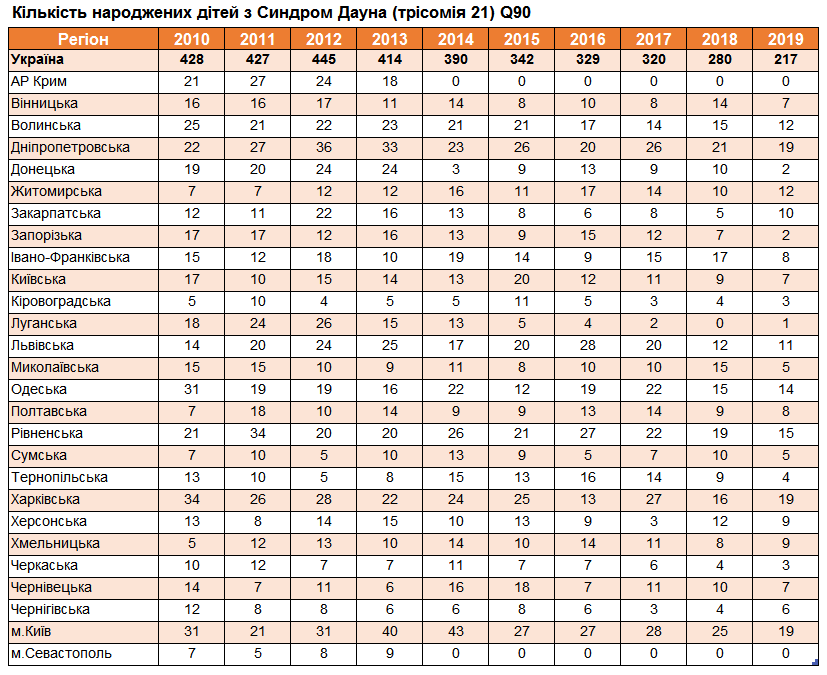
Кількість народжених дітей із синдромом Дауна в Україні з 2010 року в розрізі регіонів.. Автор: Олійник Є. М., 10/2020.

Згідно зі звітом Центру медичної статистики МОЗ України (див. форма 21, 19, 25, 31, 49), за останні 10 років в Україні щорічно реєструються від 445 у 2012 році до 217 у 2019 році новонароджених дітей із встановленим синдромом Дауна. Частота народження дітей з синдромом Дауна складає 74-80 на 100 тис. новонароджених. Зменшення народжуваності таких дітей пов'язане із загальною тенденцією зменшення народжуваності в Україні та внаслідок відсутності статистичних даних на окупованих територіях. Найвищий рівень народжуваності дітей з синдромом зафіксовано у регіонах з високою щільністю населення і високим рівнем народжуваності — Харківська, Дніпропетровська, Одеська, Львівська області і м. Київ де кількість народжених дітей з синдромом складає 12-19 на рік (1-2 дитини в місяць) у 2019 році. В Україні у 2019 році було народжено всього 278 тис. дітей з яких 217 з синдромом Дауна. Таким чином, частка дітей з синдромом складає 0,08 % до загальної кількості новонароджених або у співвідношенні 1:1247 (в залежності від регіону від 1:734 до 1:5157). Відповідний показник значно відрізняється від світової статистики і може свідчити про те, що в Україні народжується значно менше дітей із синдромом. Основним фактором є те, що в Україні у порівнянні з США і країнами ЄС середній вік матерів є нижчим, що знижує ймовірність народження дітей із синдромом Дауна.
Приблизно у 95 % дітей синдром Дауна є спорадичним та зумовлений наявністю додаткової хромосоми 21 — регулярна трисомія 21. У приблизно 3-4 % осіб з фенотипом синдрому Дауна додатковий хромосомний матеріал є результатом незбалансованої транслокації між хромосомою 21 та іншою акроцентричною хромосомою, зазвичай хромосомою 14. У решти 1-2 % осіб з фенотипом синдрому Дауна присутня комбінація 2-х клітинних ліній: одна нормальна, а інша з трисомією 21.
В Україні знайти роботу таким людям важко, проте з кожним роком кількість соціалізованих і працевлаштованих осіб із синдромом Дауна зростає, в тому числі завдяки самоорганізації батьків, роботі центрів соціалізації і зрілості суспільства.

## Діагностика, лікування і медичний супровід осіб з синдромом Дауна
В Україні затверджено «Уніфікований клінічний протокол первинної, вторинної (спеціалізованої) та третинної (високоспеціалізованої) медичної допомоги (УКПМД) „Синдром Дауна“» в основі якого є створення єдиної комплексної та ефективної системи надання медичної допомоги пацієнтам із синдромом Дауна та їхнім родинам. Своєю чергою, за прототип Адаптованої клінічної настанови взято Клінічну настанову «Clinical Report Health Supervision for Children With Down Syndrome» (2011).

### Уніфікований клінічний протокол медичної допомоги «Синдром Дауна»
Протокол призначений для лікарів, а також може використовуватися батьками для планування графіку та обсягів обстежень здоров'я дітей (скачати [Архівовано 31 січня 2022 у Wayback Machine.]).
На сучасному рівні діагностики підозра на синдром Дауна можлива як на постнатальному етапі, так і у пренатальному періоді за допомогою комплексного допологового обстеження. Консультування здійснюють лікар загальної практики-сімейний лікар, акушер-гінеколог, неонатолог, лікар-генетик або дільничний педіатр. Діагноз синдрому Дауна встановлюється тільки у закладах охорони здоров'я, які надають медикогенетичну допомогу. Найбільш інформативним є поєднаний ультразвуковий та біохімічний скринінг 1 триместру у термінах 11 тижнів 2 дні — 13 тижнів 6 днів (КТР плода 45-82 мм). Скринінгове ультразвукове дослідження (УЗД) 1 триместру обов'язково включає оцінку анатомічних структур плода і двох ехографічних маркерів — комірцевого простору та кістки носу. Показники виявлення синдрому Дауна при скринінгу в перший триместр вагітності становлять від 82 % до 87 %, при скринінгу в другий триместр вагітності — 80 %, а при комбінації скринінгу першого і другого триместрів (при так званому інтегрованому скринінгу) становлять близько 95 %. За наявними даними, 5 % результатів таких скринінгових тестів є хибнопозитивними. Варто пам'ятати, що жодні методи діагностики не є 100 % достовірними й існуть багато випадків коли батьки дізнаються про синдром лише після народження дитини.
Постнатальний діагноз синдрому Дауна можна встановити на основі клінічних ознак, проте необхідно проводити підтверджувальний генетичний аналіз шляхом визначення каріотипу дитини. Для оцінки ризику повторного народження дитини із синдромом Дауна проводиться цитогенетичне обстеження батьків. Теоретично, шанси для особи із синдромом Дауна народити дитину із синдромом Дауна становлять 50 %, а у разі якщо обидва з батьків мають синдром Дауна, цей шанс становить 66 %. Згідно статистичних даних центру медичних досліджень МОЗ України у 2019 році завдяки медико-генетичним дослідженням було встановлено 246 генетичних відхилень вад розвитку — синдрому Дауна. Найбільшу кількість досліджень було виконано у м. Києві (31) і м. Харків — 22 дослідження, а найменшу — в Луганській, Донецькій і Запорізькій областях (0-3).
Методів лікування синдрому Дауна у світі немає. Але різні ускладнення, які можуть виникати частіше у зв'язку з наявністю синдрому Дауна, заважають дитині у розвитку її потенціалу повною мірою. Деякі з них при цьому можуть бути вродженими, інші — набутими протягом певного часу. Відомо, що багато із цих проблем не є складовою синдрому Дауна, більшість із них можна вилікувати. Лікування залежить від фізичних та інтелектуальних потреб кожної людини, а також його або її особистих здібностей та обмежень. Особи із синдромом Дауна мають більші ризики розвитку медичних проблем і станів, ніж здорові особи. Багато з цих асоційованих станів можуть потребувати негайної допомоги з народження, періодичного лікування протягом усього дитинства і/або тривалого лікування протягом усього життя. Діти, підлітки і дорослі із синдромом Дауна потребують регулярного медичного огляду згідно з графіком.
Синдром Дауна та інші супутні вади розвитку не є протипоказанням до вакцинації. Рекомендується проводити вакцинацію, включаючи вакцинацію проти грипу, проти пневмококів при хронічних серцево-легеневих захворювань у віці 1-5 роківі. Протипоказаннями до вакцинації є підтверджений діагноз імунодефіциту, гострий лейкоз, а також гостра алергічна реакція на попередню дозу вакцини.

### Контроль стану здоров'я
| Хвороби серця: вроджені та набуті: - Необхідно впроваджувати високий рівень клінічної підозри вродженої вади серця у всіх новонароджених з синдромом Дауна. - Оптимально виявити наявність тяжкої серцевої патології до 2-х тижнів, найпізніше 6-ти тижнів від народження, - Оперативне втручання оптимально провести до 4-6-ти місяців від народження, з метою запобігання розвитку необоротних легеневих змін. |
| Порушення слуху: Більше 50 % людей з синдромом Дауна мають значне погіршення слуху, яке може бути легким, середнім, важким або глибоким. Сенсоневральна та/або провідна втрата може виникнути в будь-якому віці. У цієї групи населення порушення слуху можна успішно лікувати. Якщо не виявлене, воно може бути однією з основних причин попереджуваних розладів. Постійне аудіологічне спостереження має важливе значення для всіх пацієнтів із синдромом Дауна. Основною причиною значної втрати є хронічний ексудативний отит. Досить часто діти з порушенням слуху забезпечуються слуховими апаратами та імплантами, а також проходять реабілітацію і навчання в спеціалізованих закладах. Для покращенн розуміння і спілкування залучається жестова мова. [Архівовано 31 січня 2022 у Wayback Machine.] Без можливості нормально чути діти втрачають шанс швидко і правильно говорити, уних обмежується вироблення когнітивних і соціальних навичок. Це посилює соціальну ізоляцію, що є недопустимою. |
| Офтальмологічні проблеми: 1. Існує висока можливість розвитку патології очей у людей з синдромом Дауна. Аномалії рефракції та/ або косоокість можуть існувати з самого раннього віку і зберігатися в дитинстві. Більшість дітей з синдромом Дауна мають зменшену акомодацію. У порівнянні з населенням в цілому існує десятикратне збільшення випадків вродженої катаракти, а також може існувати дитяча глаукома. Ністагм існує щонайменше у 10 %. Катаракта і кератоконус можуть розвиватися в підлітковому віці або пізніше і дослідження показують, що це приблизно в 4 рази частіше, ніж у загальній популяції дорослих. При відсутності лікування більшість з цих розладів є однією з основних причин вторинної інвалідності, яку можна попередити, у всіх вікових групах. Тому повинна приділятися додаткова увага в будь-якому віці. 2. Діти з синдромом Дауна повинні бути обстежені лікарем-офтальмологом дитячим на предмет вродженої катаракти та інших очних аномалій з повторним через 6 тижнів. 3. Візуальна поведінка повинна контролюватися педіатром дитини особливо до першого офтальмологічного огляду. Ті, хто починає мружитись або мають інші зорові аномалії, мають бути направлені для офтальмологічного огляду. 4. З 18-ти місяців до 2-х років всі діти з синдромом Дауна повинні отримати офіційну візуальну оцінку за допомогою ортоптика й офтальмолога відповідно до місцевих вимог. Вона повинна включати ортоптичну оцінку, рефракцію та обстеження очного дна. Принаймні одна третина буде мати зорові дефекти до цього віку. Ті, у кого є відхилення від норми, повинні перебувати під відповідним спостереженням спеціаліста. Аномалії рефракції, найчастіше гіперметропія, які часто знижуються спонтанно в інших дітей, ймовірно, збережуться протягом дитячого віку. Корекція далекозорості планується раніше, ніж у дітей з типовим розвитком, тим більше, що більшість матимуть дефекти акомодації. 5. Проте, ті, хто не мав аномалій при першому огляді, повинен пройти додаткову повну оцінку очей/зору, в тому числі рефракції, у віці близько 4-х років. У цьому віці щонайменше 50 %, ймовірно, мають порушення рефракції. 6. Після 4-х років, у зв'язку із збільшенням поширеності розладів, перевірки очей повинні проводитися не менше 2-х разів на рік протягом всього життя спеціалістами з відповідними навичками та досвідом у веденні цієї групи пацієнтів. Якщо гіперметропії немає в 4 роки, її не може бути пізніше, але короткозорість може розвинутися в будь-якому віці. |
| Стоматологічні питання: 1. Особи з синдромом Дауна, як правило, більш сприйнятливі до гінгівіту, а також до раннього, важкого захворювання пародонту, некротизуючого виразкового гінгівіту та ранньої втрати зубів, особливо в нижніх передніх зубах. Хоча зубний наліт та погана гігієна порожнини рота є чинниками, які важливі, важкість цих захворювань пародонту не можна пояснити виключно зовнішніми факторами. Дослідження показують, що ступінь тяжкості, ймовірно, є наслідком ослабленої імунної системи. Ослаблена імунна система також сприяє збільшенню захворюваності на дріжджові інфекції у роті (від Candida albicans). 2. Люди, які страждають синдромом Дауна, також мають більш лужну слину, що призводить до більшої стійкості до карієсу, незважаючи на зменшення кількості слини, менш ефективні звички гігієни порожнини рота та більш високі показники нальоту. 3. Вищі показники зносу зубів і бруксизму також є загальними явищами. Інші поширені оральні прояви синдрому Дауна включають збільшений гіпотонічний язик, скоринки та гіпотонічні губи, дихання ротом, вузьке піднебіння з переповненими зубами, неправильний прикус класу III з недорозвиненою верхньою щелепою та задньою перехрестю, затримку відшарування молочних зубів та затримку прорізування дорослих зуби, коротші коріння на зубах, а також часто відсутні та деформовані (як правило, менші) зуби. Рідше прояви включають розщеплення губи та піднебіння та гіпокальцифікацію емалі (Поширеність 20 %). |
| Неврологія та нейрохірургія: 1. Гіпотонія — практично універсальна проблема, може допомогти прогнозувати деякі затримки розвитку, втім складно послідовно вимірювати або описувати різними спостерігачами. 2. Судоми — інфантильні спазми (синдром Веста-Епісиндром [Архівовано 24 листопада 2020 у Wayback Machine.]) та інші типи судом, які є більш поширеними при синдромі Дауна; відповідь на лікування принаймні така, як і у звичайних дітей. Результати електроенцефалограми можуть показувати відхилення від норми без судом або інших клінічних відхилень. 3. «Подвійний діагноз» синдрому Дауна з іншими нейропсихіатричними порушеннями або порушеннями розвитку — аутизм, депресія, психоз. 4. Стискання спинного мозку: А. Атлантоаксіальна нестабільність. Б. Синдром «натягнутого спинного мозку» виявляється більш поширеним при синдромі Дауна, але на цей час не проведено досліджень, в яких були б зібрані числові дані на основі популяції. Симптоми включають проблеми із регуляцією екскреторних функцій, закрепи/діарею, болі у ногах, затримку розвитку, порушення функцій нижніх кінцівок. 5. Ризик деменції — можливо підвищений при загальному ураженні; може змінюватися у ранньому віці при початку прояву порушення. Необхідне проведення ретельного комплексного медичного та психіатричного обстеження. |
| Розлади щитоподібної залози: 1. Розлади щитоподібної залози (найчастіше гіпотиреоз), як правило, зустрічаються частіше у людей з синдромом Дауна, ніж у загальній популяції. Близько 10 % дітей шкільного віку вже мають некомпенсований гіпотиреоз. Поширеність збільшується з віком. Патологія щитоподібної залози є причиною вторинних захворювань, які можна попередити. Діагноз на підставі клінічної картини потребує інструментального підтвердження. Біохімічний скринінг має важливе значення. Як і в загальній популяції, пацієнти зі значними порушеннями функцій щитоподібної залози повинні або лікуватися (якщо це некомпенсований гіпотиреоз), або перебувати під пильним клінічним та біохімічним спостереженням. 2. Скринінг на гіпотиреоз для пацієнтів з синдромом Дауна проводиться протягом усього життя. 3. Біохімічні тести, у тому числі оцінки тироксину 4 вільного, тіреотропного гормону та антитіл щитоподібної залози, слід проводити не рідше одного разу кожні два роки у віці від 1-го року і протягом усього життя. 4. Дослідження тіреотропного гормону (висушена крапля крові) повинно здійснюватися мінімум один раз на рік. |
| Ортопедичні порушення: При синдромі Дауна поширені м'язові й ортопедичні аномалії. Гіпотонія м'язів і загальна гіперплазія виявляються майже завжди. Плоскостопість, деформація колінного суглоба, нестабільність колінної чашечки є основними причинами проблем з ходьбою і, навіть, таких серйозних статичних проблем, як сколіоз і кіфоз. Необхідні превентивні міри, які включають ранню і виважену мобілізацію та активний спосіб життя із заняттями спортом. |
| Шлунково-кишкова система: 1. Атрезія або стеноз ануса — анальний отвір відсутній або дуже малий. Це порушення потребує хірургічної корекції, що передбачає збереження або створення сфінктера (м'язового кільця), який закриває отвір. 2. Атрезія, стеноз або мембрана дванадцятипалої кишки — закритий, надто звужений або частково заблокований прохід від шлунку до тонкої кишки. Ступінь блокування може бути такою, що перешкоджає проходженню будь-якої їжі зі шлунку, що у новонароджених проявляється блюванням і неспроможністю приймати їжу. Часткова обструкція може уповільнювати прохід їжі та залишатися непомітною, доки такі прояви, як блювання та труднощі з харчуванням, не стануть очевидними. Це порушення також потребує хірургічної корекції для усунення проблеми. 3. Хвороба Гіршпрунга — на ділянках нижньої частини шлунку відсутні важливі нервові клітини, які допомагають просувати далі перетравлену їжу. Більш великі уражені ділянки спричинюють більш ранні помітні прояви тяжкого закрепу. Менші ділянки можуть зумовлювати змінну картину симптомів, яку набагато складніше розпізнати. Необхідна операція з видалення уражених ділянок. 4. Проблеми вигодовування [Архівовано 17 лютого 2020 у Wayback Machine.], пов'язані з затримкою/порушеннями смоктання та ковтання. У більшості випадків проблема полягає у затримці формування функції ковтання, і з часом відбувається покращення. Пильне слідкування за консистенцією та густиною їжі зменшує ризик вдихання, а також інших проблем прийому їжі та відповідної поведінки, що можуть виникати у зв'язку з цим порушенням. 5. Більш помірні стеноз або мембрана дванадцятипалої кишки в області переходу зі шлунка до кишки можуть мати доволі невиражені симптоми, які складно розпізнавати. 6. Целіакія (цей стан може виникати у будь-якому віці). Інші причини закрепу або змінної картини роботи кишки. |
| Гематологічні порушення: |

Окрім базових обстежень і лабораторних досліджень, які передбачені «клінічним протоколом», профільні спеціалісти можуть рекомендувати проведення додаткових лабораторних досліджень на визначення рівня: ТТГ, вільний Т3 і Т4, дослідження лактозної і глютенової переносимості, антитіл до казеїну, глиадину, лактату, гомоцистеїну, фолієвої кислоти, іонізованого кальцію, вітамінів D 25-ОН-Д, B12, гамма-глутамілтранспептидаза (ГГТ), лужної фосфатази (ЛФ), катіонний еозинофільний білок, ПЛР (кров) на вірус герпесу людини 6 типу, дослідження на визначення вірусу Епштейна—Барр (ВЕБ) та цитомегаловірусу (ЦМВ), копрограмми калу на дисбіоз. Перед виконанням досліджень необхідно обов'язково проконсультуватися з лікарем щодо методів досліджень, періоду та необхідної підготовки для отримання якісних результатів.

### Медико-психологічний супровід дітей раннього віку з синдромом Дауна
Характерними для дітей із синдромом Дауна є відхилення з боку фізичного розвитку, патологія слуху, зору, м'язової системи, вроджені вади серця, порушення інтелекту різного ступеня, часто виникають захворювання щитоподібної залози, системи травлення тощо. Тому проблема організації медико-психологічного супроводу дітей раннього віку із синдромом Дауна, моніторування їхнього стану здоров'я та психомоторного розвитку набувають все більшої актуальності, що пов'язано з вирішальним значенням перших років життя для подальшого розвитку та адаптації дитини з цією патологією. Комплексна медико-психологічна допомога на ранніх етапах життя дитини сприятливо впливає на її розвиток та інтеграцію в суспільство.
Розроблені методичні рекомендації для педіатрів, сімейних лікарів, неврологів, медичних психологів лікувально-профілактичних закладів, практичних психологів і логопедів реабілітаційних центрів та відділень ранньої соціальної реабілітації, кабінетів та центрів раннього втручання.
До процесу оцінювання розвитку дитини необхідно залучати батьків, оскільки це дає можливість фахівцям отримати різнобічну інформацію про уявлення батьків щодо особливостей розвитку дитини та факторів середовища, які впливають на її розвиток. Для оцінки та визначення особливостей розвитку дитини в когнітивній, руховій, мовній, соціально-емоційній сферах та сфері самообслуговування доцільно використовувати опитувальники KID та RCDI [Архівовано 13 травня 2021 у Wayback Machine.], які призначені для комплексної оцінки психічного та рухового розвитку дітей на основі відповідей батьків або тих, хто повсякденно опікується дитиною. KID використовується для оцінки розвитку дітей віком від 2 до 16 місяців, RCDI — дітей віком від 1 року 2 міс. до 3 років 6 міс. Основні принципи будови двох опитувальників подібні, вони описують різноманітні типові форми поведінки дитини, що стосуються різних сфер розвитку рухів, споживання їжі, одягання, вияву емоцій, уваги, допитливості, кмітливості, наслідування, розуміння простих указівок, формування звуків, слів, контакту з дорослими та ровесниками тощо. KID містить 252 питання, які дозволяють оцінити розвиток дитини в п'яти емпірично виділених сферах: когнітивній, руховій, мовній, сфері самообслуговування та соціальній. RCDI має 216 питань та оцінює активне мовлення й розуміння дитиною зверненої до неї мови, розвиток великих рухів, тонкої моторики, соціально-комунікативної сфери та самообслуговування. Обстеження, проведене за допомогою цих опитувальників, дозволяє отримати показники розвитку дитини за окремими сферами та загальний показник розвитку дитини, порівняти всі отримані показники зі статистичними характеристиками здорових ровесників та оцінити відповідність віковим нормам й таким чином отримати чіткі кількісні характеристики рівня та структури розвитку дитини.

### Коронавірусна хвороба 2019 і синдром Дауна
Ні у Великій Британії, ні в США синдром Дауна не ввійшов до групи підвищеного ризику. Хоча такі характерні для синдрому Дауна стани, як імунна дисфункція, вроджені вади серця та легенева патологія, можуть бути факторами ризику для тяжкого перебігу коронавирусної хвороби 2019 (COVID-19).
У когорт — дослідженні  [Архівовано 5 липня 2021 у Wayback Machine.] включені дані про 8,26 млн людей старше 19 років, серед яких синдром Дауна (СД) мали 4053 людини. Період дослідження: від 24 січня 2020 року (вперше підтверджена інфекція SARS-CoV-2 у Великій Британії) до 30 червня 2020 року. У дослідженні доведено, що люди із синдромом Дауна в умовах пандемії COVID-19 у порівнянні із загальною популяцією мають в 4 рази вище ризик госпіталізації в зв'язку із COVID-19 і в 10 разів вище ризик смерті від COVID-19. Таким чином, люди із синдромом Дауна стратегічно не захищені. Отримане нове свідоцтво про певні умови, які підвищують ризик тяжкого перебігу і смерті від COVID-19 серед людей із синдромом Дауна, може використовуватися організаціями охорони здоров'я для стратегічних цілей захисту вразливих груп населення.

## Інвалідність осіб із синдромом Дауна

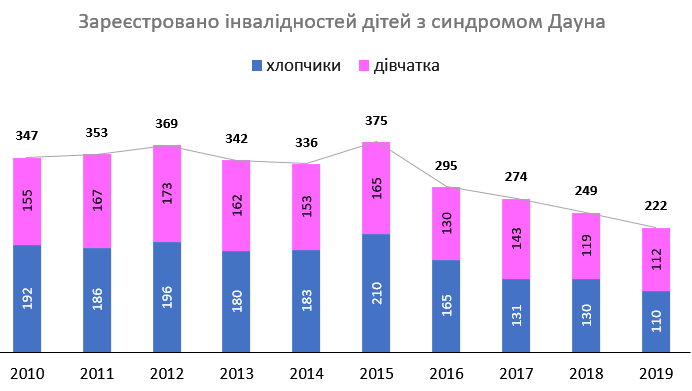
Кількість дітей, що мають інвалідність за діагнозом синдром Дауна. Джерело: Держстат України. Автор: Олійник Є. М., 10/2020.

Інвалідність — міра втрати здоров'я у зв'язку із захворюванням, травмою (її наслідками) або вродженими вадами, що при взаємодії із зовнішнім середовищем може призводити до обмеження життєдіяльності особи, внаслідок чого держава зобов'язана створити умови для реалізації нею прав на рівні з іншими громадянами та забезпечити її соціальний захист.
Цивілізоване суспільство намагається відійти від використання медичного терміну «інвалідність» в побуті і замінити його терміном «неповносправність» для повсякденного використання.
Показаннями для встановлення інвалідності у дітей є патологічні стани, які виникають при вроджених (синдром Дауна), спадкових, здобутих захворюваннях та після травм. Установлення у дитини медичних показань для встановлення інвалідності віком до 18 років здійснюється лікарсько-консультативними комісіями (далі — ЛКК) дитячих обласних, багатопрофільних міських лікарень, спеціалізованих лікарень, диспансерів, де діти перебувають на диспансерному обліку та спеціалізованому лікуванні, Української дитячої спеціалізованої лікарні «ОХМАТДИТ», Українського центру медичної реабілітації дітей з органічним ураженням нервової системи, клінік науково-дослідних установ Міністерства охорони здоров'я України та Академії медичних наук України після стаціонарного або амбулаторного обстеження.
На основі висновку лікаря-генетика і результатів генетичних досліджень, ЛКК за місцем проживання надають медичний висновок про дитину з інвалідністю віком до 18 років та готують ІПР. Особам віком до 18 років комісіями (ЛКК) встановлюється категорія «дитина з інвалідністю», а особам віком до 18 років, які мають виключно високу міру втрати здоров'я та надзвичайну залежність від постійного стороннього догляду, допомоги або диспансерного нагляду інших осіб і які фактично не здатні до самообслуговування, — категорія «дитина з інвалідністю підгрупи А». Підставою для встановлення дитині категорії «дитина з інвалідністю підгрупи А» є виключно висока міра втрати здоров'я та надзвичайна (повна) залежність від постійного стороннього догляду, допомоги або диспансерного нагляду та фактична нездатність до самообслуговування.
Варто зауважити, що саме ЛКК, а не лікар, використовує класифікаціію основних видів порушень функцій організму дитини і встановлює рівень втрати здоров'я для встановлення підгрупи по інвалідності. У разі встановлення інвалідності комісія складає на підставі плану медичної реабілітації індивідуальну програму реабілітації дитини з інвалідністю, в якій визначаються реабілітаційні заходи, їх обсяги, строки проведення та виконавці. Комісія відповідає за якість розроблення індивідуальної програми реабілітації дитини з інвалідністю та здійснює контроль за повнотою та ефективністю виконання зазначеної програми.

### Як оформити інвалідність
Про те як можна оформити інвалідність дитини з синдромом Дауна можна ознайомитися за посиланням. Станом на 2019 рік в Україні встановлено інвалідність 4710 дітям до 18 років внаслідок синдрому Дауна (6,2 на 10 тис. дітей). Близько 48 % дітей з синдромом Дауна мають вік 7-14 років, а ще 28 % — 4-6 років. Найбільша кількість дітей з синдромом Дауна живе у Львівській, Дніпропетровській області та у м. Києві  [Архівовано 31 січня 2022 у Wayback Machine.].

## Соціальний захист
Закон України «Про соціальні послуги» визначає основні організаційні та правові засади надання соціальних послуг, спрямованих на профілактику складних життєвих обставин, подолання або мінімізацію їх негативних наслідків, особам/сім'ям, які перебувають у складних життєвих обставинах. Вразливі групи населення — особи/сім'ї, які мають найвищий ризик потрапляння у складні життєві обставини через вплив несприятливих зовнішніх та/або внутрішніх чинників. Чинники, що можуть зумовити складні життєві обставини визначені в ст.1, п.15 закону, а зокрема — наявність інвалідності.
Перелік медичних показань, що дають право на одержання державної соціальної допомоги на дітей-інвалідів віком до 16 років затверджено МОЗ, а зокрема « Розділ XII. Уроджені аномалії (вади розвитку), деформації та хромосомні порушення», а для дітей з діагнозом синдром Дауна яким не встановлено інвалідність — згідно Постанови КМУ.

### Отримання соціальної допомоги
Наявність інвалідності є підставою для звернення до органів соціального захисту (знайти на карті) для отримання соціальної допомоги по інвалідності, фінансування реабілітації і отримання пільг:
- Забезпечення безоплатними санаторно-курортними путівками або путівками на відпочинок
- Оздоровлення та відпочинок
- Соціальна послуга стаціонарного догляду за особами, які втратили здатність до самообслуговування чи не набули такої здатності, що надається в інтернатних установах
- Пільги на проїзд
- Державна соціальна допомога
- Транспорті послуги
- Забезпечення технічними та іншими засобами реабілітації
- Реабілітація дітей з інвалідністю.

Додаткові соціальні послуги для дітей вікіти віком від 2-до 18 років з інвалідністю внаслідок розумової відсталості, ураження центральної нервової системи з порушенням психіки, синдрому Дауна, аутизму:
- соціальна послуга денного догляду
- допомога у виконанні лікувально-фізичних вправ;
- навчання користуванню технічними допоміжними і обов'язковими гігієнічними засобами (за потреби);
- надання санітарно-гігієнічної допомоги (допомога при вдяганні, роздяганні, взуванні, вмиванні, обтиранні, обмиванні, зміні натільної білизни, зміні постільної білизни, користуванні туалетом тощо);
- допомога при пересуванні у приміщенні;
- спостереження за станом здоров'я відповідно до медичних показань та рекомендацій;
- сприяння в організації дозвілля (читання книг[36][37], допомога під час заняття рукоділлям, малюванням, проведення ігор);
- організація харчування та допомогу у прийнятті їжі;
- організація денного відпочинку і сну.

## Реабілітація осіб з синдромом Дауна
Відповідно до частини другої статті 17 Закону реабілітаційні установи здійснюють комплексну реабілітацію осіб з інвалідністю спрямованих на попередження прогресування патологічного процесу, усунення чи максимально можливу компенсацію обмежень життєдіяльності, відновлення здоров'я та трудових навичок, корекцію психічних процесів, здобуття ними освіти, їх трудову зайнятість незалежно від категорії і причин інвалідності. 
КМУ затверджено «Положення про індивідуальну програму реабілітації особи з інвалідністю», що визначає механізм виконання та фінансування індивідуальної програми реабілітації особи з інвалідністю, а Наказом МОЗ затверджено форму індивідуальної програми реабілітації, що є обов'язковою для виконання органами виконавчої влади, органами місцевого самоврядування, реабілітаційними установами, підприємствами, організаціями.
КМУ затверджено Порядок надання окремим категоріям осіб послуг із комплексної реабілітації (абілітації) визначає механізм надання особам з інвалідністю та/або дітям з інвалідністю, та/або дітям віком до трьох років, які належать до групи ризику щодо отримання інвалідності послуг із комплексної реабілітації. Реабілітаційні послуги надаються установами безоплатно.

### Реабілітаційні послуги для дітей з синдромом Дауна
| Педагогічна реабілітація: | Соціальна реабілітація: | Психологічна реабілітація: | Важливі складові успіху: |
| --- | --- | --- | --- |
| - педагогічну діагностику; - корекційно-розвиткову роботу; - розумовий, етичний розвиток; - естетичне виховання; - логопедичну корекцію; - підготовку до інтегрованого навчання. | - навчання дітей навичкам самообслуговування; - пристосування дітей з інвалідністю до побутового середовища (навчання дітей користуванню побутовою технікою, догляду за кімнатними рослинами та тваринами, догляду за особистими речами, приготуванню їжі); - розвиток вміння спілкуватися з однолітками та дорослими; - необхідна допомога дитині у осмисленні своєї особистості, своєї ролі у суспільстві; - допомога дітям у відкритті та розвитку індивідуальних здібностей або талантів. - Під час занять розвивається мислення, уява та увага, дрібна моторика та ін. | - психодіагностики та психологічної корекції; - групових занять з психотерапії; - консультування батьків; - терапії з використанням елементів лялькового театру, казкотерапії, арттерапії, музикотерапії, тактильної терапії, ароматерапії, аероіонотерапії, рецептивної музикотерапії, каністерапії та ін.; - аутогенних тренувань (дітям з 10 років); - занять в сенсорних кімнатах та ін. | - Стратегія раннього втручання; - Підготовлена сім‟я (сімейно-центрована терапія); - Залучення дитини (активність/участь); - Навчені фахівці (мультидисциплінарна команда); - Підготовлене середовище. |

### Стандарти медичної реабілітації дітям раннього віку з синдромомДауна[Архівовано31 січня 2022 уWayback Machine.]
- Войта-терапія[43];
- Бобат-терапія;
- сенсорно-інтегральна терапія;
- кінезотерапія;
- фізіотерапія (теплові, водні процедури);
- ортопедична корекція;
- логопедична корекція;
- психологічна діагностика і корекція;
- психологічна допомога батькам.
- медикаментозне лікування розглядається виключночерез призму доказової медицини.

### Отримання послуг з фізичної реабілітації
Для отримання послуг із комплексної реабілітації (абілітації), зокрема з метою попередження інвалідності, в реабілітаційній установі державної або комунальної форми власності отримувач або його законний представник мають підготувати і подати до відділів соцзахисту населення за місцем проживання (перебування) комплект документів. Перелік документів є чітко визначеним і вимога про надання додаткових документів є протизаконною. Разом з зачвою про надання послуг із комплексної реабілітації (абілітації) подається ІПР, що видана МСК або ЛКК, разом з висновком ЛКК, що містять рекомендації щодо проходження комплексної реабілітації (абілітації) і виписку з медичної карти амбулаторного (стаціонарного) хворого (форма № 027/о). Також надаються документи, що підтверджують особу: паспорт, свідоцтво про народження, довідку про взяття на облік внутрішньо переміщених осіб. За наявності і потреби подається документ, що засвідчує реєстрацію фізичних осіб у Державному реєстрі фізичних осіб — платників податків та документ про освіту (для отримувачів, які потребують професійної реабілітації).

### Реабілітація дітей з інвалідністю
Верховною Радою України підтримано ініціативу Уряду та Мінсоцполітики та прийнято зміну до бюджетної програми, що дають можливість забезпечити заходами з реабілітації дітей з інвалідністю не лише внаслідок дитячого церебрального паралічу, а також з іншими захворюваннями, в тому числі дітей з синдромом Дауна. Згідно ст.8 постанови КМУ № 309 (станом на 2020 р.) гранична вартість реабілітаційних заходів, що має обмеження I та II ступеня — 16 тис. гривень, III ступеня — 25 тис. гривень. Гранична вартість реабілітаційних заходів для однієї дитини-сироти та дитини, позбавленої батьківського піклування, яка відповідно до індивідуальної програми реабілітації за більшістю основних категорій життєдіяльності має обмеження I, II, III ступеня, збільшується на 50 відсотків для кожного ступеня. Реабілітаційні заходи можуть надаватися як у стаціонарі, так і амбулаторно. Під час здійснення реабілітаційних заходів у стаціонарі їх гранична вартість може включати вартість проживання та харчування дитини, одного з батьків дитини чи її законного представника.

Для забезпечення дитини реабілітаційними заходами (див. 5 кроків для здійснення заходів із реабілітації дітей з інвалідністю [Архівовано 3 квітня 2020 у Wayback Machine.]) один із батьків дитини чи її законний представник подає до місцевого органу заяву про направлення дитини до реабілітаційної установи у довільній формі (далі — заява) із зазначенням інформації про вибрану реабілітаційну установу (див. перелік доступних установ і видів послуг) разом з копіями документа, що посвідчує особу дитини; ІПР з встановленою комісією категорією обмеження життєдіяльності і виписку з медичної карти амбулаторного (стаціонарного) хворого (форма № 027/о).

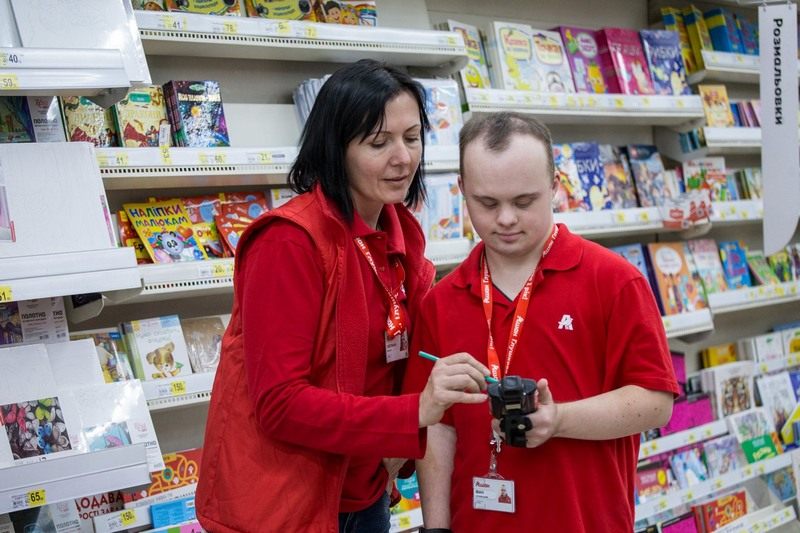
Іван Бурківський — у нього перша річниця роботи в Ашан Теремки! Щопонеділка Іван виходить у відділ канцтоварів до полиць з книгами, озброюється сканером і перевіряє всі ціни. Джерело: ВБО Даун синдром, м. Київ., 2019

Перелік базових реабілітаційних заходів призначається індивідуально залежно від потреб дитини та включає (визначається в ІПР):
- консультації лікарів, заняття з профільними лікарями і спеціалістами з реабілітації (лікар-невролог дитячий, логопед, лікар-психолог, лікар-педіатр, педагог соціальний, лікар-сурдолог, лікар фізичної та реабілітаційної медицини або лікар-фізіотерапевт, або лікар з лікувальної фізкультури, або лікар з лікувальної фізкультури і спортивної медицини, фізичний терапевт та інші);
- реабілітаційні послуги (комплекс процедур), у тому числі фізичну терапію, лікувальну фізкультуру, масаж загальний, механотерапію за потребою (локомоторну терапію, мотомедтерапію), апаратну фізіотерапію (теплолікування, вібротерапію), метод динамічної пропріоцептивної корекції із застосуванням рефлекторно-навантажувального пристрою «Гравістат», логопедичну корекцію, психологічну корекцію, педагогічну корекцію, соціальну адаптацію тощо.

Місцевий орган укладає договір про здійснення для дитини реабілітаційних заходів в якому зазначаються строки здійснення реабілітаційних заходів у реабілітаційній установі, їх вартість тощо.

### Перелік реабілітаційних закладів
- Перелік центрів реабілітації дітей за регіонами та усіх форм підпорядкування (у форматі XLS [Архівовано 17 жовтня 2020 у Wayback Machine.])
- Перелік центрів (відділень) медико-соціальної реабілітації дітей з органічним ураженням нервової системи МОЗ України (скачати у *pdf [Архівовано 18 жовтня 2020 у Wayback Machine.])
- Довідник центрів соціальної реабілітації дітей-інвалідів системи органів праці та соціального захисту населення. Мінсоцполітики. (скачати у *.pdf [Архівовано 17 жовтня 2020 у Wayback Machine.])
- Перелік реабілітаційних установ, закладів охорони здоров'я, які здійснюють реабілітаційні заходи для дітей з інвалідністю відповідно до Постанови КМУ 309[45]
- Український медичний центр реабілітації дітей з органічним ураженням нервової системи МОЗ України  [Архівовано 29 березня 2017 у Wayback Machine.]
- Адреси реабілітаційних центрів, що надають допомогу дітям із синдромом Дауна в регілонах України[28]
- Державні центри комплексної реабілітації  [Архівовано 15 червня 2021 у Wayback Machine.]

## Інклюзивне навчання осіб з синдромом Дауна
Діти з особливими освітніми потребами (ООП) мають повне право здобувати освіту в усіх навчальних закладах, зокрема й безоплатно в державних та комунальних, незалежно від «встановлення інвалідності». Інклюзивне навчання часто вважають альтернативою інтернатній системі, за якою діти з особливими освітніми потребами навчаються в спеціальних закладах освіти та змушені проживати в інтернатних відділеннях при них через їх територіальну розгалуженість. Жодна дитина не має відчувати себе іншою та виключеною з освітніх, культурних і соціальних процесів — це головне завдання інклюзії.
Інклюзивне навчання — система освітніх послуг, гарантованих державою, що базується на принципах недискримінації, врахуванні багатоманітності людини, ефективного залучення та включення до освітнього процесу всіх його учасників.
Діти з особливими освітніми потребами (ООП) мають право на:
- дистанційну та індивідуальну форми навчання;
- психолого-педагогічну та корекційно-розвиткову допомогу;
- інклюзивні та спеціальні групи (класи) у загальноосвітніх навчальних закладах;
- «підлаштовані» для їхніх потреби загальноосвітні школи і класи, тобто на відповідні архітектурні перепланування;
- корекційних педагогів, тьюторів, психологів;
- адаптовані навчальні плани та програми, методи та форми навчання, ресурси спеціальної освіти, партнерство з громадою.

Питання інклюзії знаходиться у компетенції Міністерства освіти і науки України, а реалізація поколадається на місцеві департаменти, управління і відділи місцевих адміністрацій.

### Головне про інклюзивне навчання
Батьки мають право обирати заклад освіти, освітню програму, вид і форму здобуття освіти для дитини. Школа чи дитячий садок, до яких звернулись батьки дитини з особливими освітніми потребами, зобов'язані створити інклюзивний клас або групу (алгоритм вступу). Варто звернути увагу, що діючі норми Закону не обмежуть дітей з інвалідністю навчатися на загальних підставах без створення інклюзивхних класів.
Згідно з Законом «Про загальну середню освіту», загалом у класі може бути не більше 30 учнів. Максимальна кількість таких дітей з особливими потребами у класах — три, а в окремих випадках — двоє. В інклюзивному класі працюють один учитель та один асистент учителя. Діти з ООП зможуть розпочинати здобуття початкової освіти з іншого віку, а тривалість їхнього навчання у початковій та базовій школі може бути подовжена з доповненням освітньої програми корекційно-розвитковим складником.
- Всеукраїнський фонд «Крок за кроком». Інклюзивна освіта від А до Я: поширені питання. [Архівовано 31 січня 2022 у Wayback Machine.]
- Перелік навчальних закладів з можливістю інклюзивного навчання у м. Київ (на карті [Архівовано 31 січня 2022 у Wayback Machine.])
- Для батьків дітей з синдромом Дауна і спеціалістів підготовлено спеціальний буклети[49] та інші корисні матеріали від проекту «Перспектива 21-3»[50] та інших друкованих видань[51][52][53].

### Як розпочати навчання в інклюзивній групі?
Батьки мають звернутись до інклюзивно-ресурсного центру (ІРЦ) за місцем проживання (див. карту найближчих ІРЦ у вашому регіоні [Архівовано 17 жовтня 2020 у Wayback Machine.]), які відчувають занепокоєння щодо розвитку дитини 2-18 років, незалежно від наявності в дитини інвалідності чи встановленого діагнозу. Фахівці інклюзивно-ресурсного центру мають провести комплексну психологічно-педагогічну оцінку дитини і надати батькам висновок про комплексну оцінку. Заяву разом звисновком подають батьки до навчального закладу, що зобов'язані створити інклюзивний клас або групу. В закладі освіти створюється команада психолого-педагогічного супроводу, до якої входять: директор закладу чи його заступник, учителі, асистент учителя, практичний психолог, батьки, асистент дитини та всі інші особи, залучені до навчального процесу. Команда супроводу створює індивідуальну програму розвитку (ІПР) дитини та погодити з батьками. В інклюзивному класі чи групі мають створити умови для навчання дитини з особливими освітніми потребами (ООП) відповідно до ІПР з урахуванням потреб і можливостей учня (учениці). До роботи інклюзивного класу чи групи долучають асистента вчителя чи вихователя. Ця людина не є особистим педагогом дитини, а допомагає вчителю чи вихователю проводити освітній процес. Якщо фахівці інклюзивно-ресурсного центру у висновку зазначили, що дитина потребує додаткової підтримки, то вона має право на асистента дитини. Роль асистента дитини можуть виконувати батьки, уповноважені ними особи чи соціальні працівники.

### Інклюзивне навчання в Україні
Станом на травень 2020 року створено та працює 627 інклюзивно-ресурсних центрів. Інклюзивно-ресурсні центри є у всіх областях України, тож діти з особливими освітніми потребами та їхні батьки можуть отримати відповідні послуги за місцем проживання.
В Україні налічується 334 спеціальних заклади, а зокрема: для дітей з вадами зору — 26, вадами слуху — 39, з порушенням опорно-рухового апарату — 14, з важкими порушеннями мовлення — 10, інтенсивної педагогічної корекції — 10, навчально-реабілітаційних центрів — 58.
Станом на 1 січня 2020 року в інклюзивних класах навчається 19345 учнів із особливими освітніми потребами. Ця кількість у 7 разів перевищує дані п'ятирічної давнини. На початок 2020 року в Україні створено 13782 інклюзивні класи. Так, у 2019/2020 навчальному році 35 % від загальної кількості закладів загальної середньої освіти організували інклюзивне навчання.
У закладах дошкільної освіти станом на 1 січня 2020 року здобувають освіту 4681 вихованців із особливими освітніми потребами. Також із 2019/2020 навчального року інклюзивне навчання запроваджено в закладах професійної, професійно-технічної та вищої освіти, де інклюзивно навчаються 1312 здобувачів освіти з особливими освітніми потребами.
Впровадження інклюзивного навчання дало успіх — вперше громадянин України із синдромом Дауна здобув вищу освіту: лучанин Богдан Кравчук успішно закінчив навчання та отримав диплом бакалавра історії у Східноєвропейському національному університеті імені Лесі Українки. Згодом його запросили працювати на пів ставки на посаду екскурсовода-асистента у Волинському інституті післядипломної педагогічної освіти, де разом з завідувачем музею він проводить екскурсії.

## Соціалізація і профорієнтація осіб з синдромом Дауна

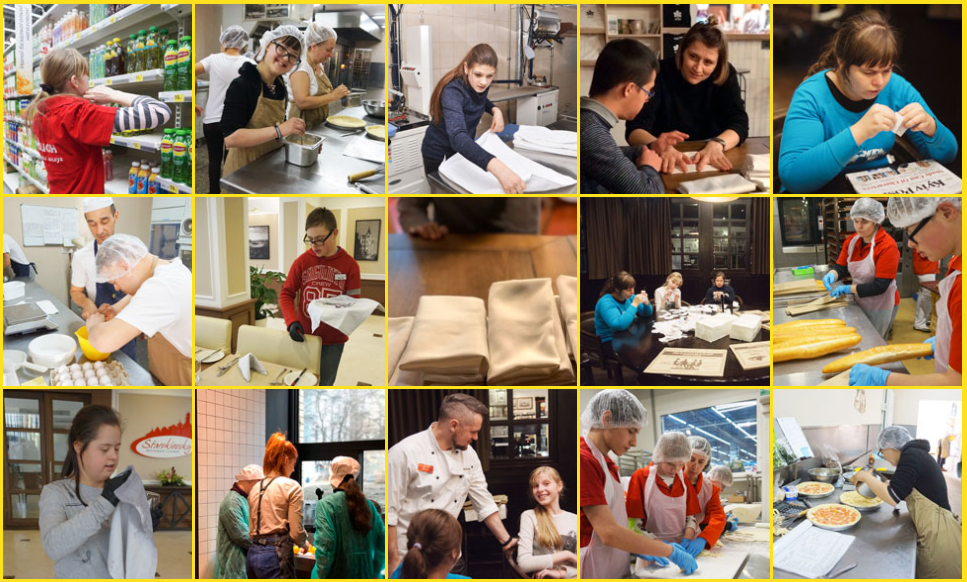
Соціалізація і працевлаштування дітей з синдромом Дауна, 2020

Державна політика в питаннях соціалізації осіб з інвалідністю, а зокрема людей з синдромом Дауна, знаходиться на ранній стадії свого зародження. На привеликий жаль, розуміння «соціалізації» є викривленним і зводиться лише до питаннь впровадження інклюзивної освіти, метою якої є забезпечення цілісного розвитку дитини, виховання, соціалізація особистості і формування необхідних життєвих навичок через здобуття освіти.
Доросле життя будь-якої людини пов'язане з працею. Більшість людей з синдромом Дауна хочуть та можуть працювати. У світовій практиці це реалізується через трудозайнятість та працевлаштування. Трудозайнятість — це виконання певної суспільно-корисної роботи, як правило, на захищеному ринку праці, що представлений соціальними майстернями. Така робота може оплачуватись або ні. Працевлаштованими на відкритому ринку праці за даними країн-членів EDSA є 5-13 % дорослих людей з синдромом Дауна. Як правило, це — сфера послуг (громадське харчування, готелі), торгівля, нескладна офісна робота, робота з рослинами та тваринами, мистецтво (актори, художники тощо). Ефективна модель, що використовується у цьому випадку, це — підтримане працевлаштування. У цій моделі підібрати роботу, працевлаштуватись та адаптуватись на робочому місці людині з синдромом Дауна допомагає персональний job coacher.
В Україні розроблений та діє Державний стандарт соціальної послуги соціального супроводу при працевлаштуванні та на робочому місці. Він регламентує порядок надання цієї соціальної послуги, у тому числі особам з інвалідністю, за рахунок бюджетних коштів. Закупівлю цієї послуги мають здійснювати місцеві органи виконавчої влади. Працевлаштування людей з синдромом Дауна на відкритому ринку праці в Україні — це поодинокі випадки на сьогоднішній день. Розвивають цю практику соціально відповідальний корпоративний бізнес, сімейні бізнеси, соціальні підприємці. Їх історії надихають однодумців залучати людей з інтелектуальною інвалідністю у свої робочі колективи
Закон України «Про основи соціальної захищеності осіб з інвалідністю в Україні» визначає основи соціальної захищеності осіб з інвалідністю в Україні і гарантує їм рівні з усіма іншими громадянами можливості для участі в економічній, політичній і соціальній сферах життя суспільства, створення необхідних умов, які дають можливість особам з інвалідністю ефективно реалізувати права та свободи людини і громадянина та вести повноцінний спосіб життя згідно з індивідуальними можливостями, здібностями і інтересами. Проте діяльність держави в цій сфері є обмеженою
З метою реалізації творчих і виробничих здібностей осіб з інвалідністю та з урахуванням індивідуальних програм реабілітації їм забезпечується право працювати. Підприємства, установи, організації, фізичні особи, які використовують найману працю, зобов'язані виділяти та створювати робочі місця для працевлаштування осіб з інвалідністю, у тому числі спеціальні робочі місця, створювати для них умови праці і забезпечувати інші соціально-економічні гарантії, передбачені законодавством. Для підприємств які використовують найману працю, установлюється норматив робочих місць для працевлаштування осіб з інвалідністю у розмірі 4 % середньооблікової чисельності штатних працівників облікового складу за рік, а якщо працює від 8 до 25 осіб, — у кількості одного робочого місця.
«Перспектива 21-3» — це один з проектів Всеукраїнської благодійної організації «Даун Синдром», який має на меті створення перспективи для дітей з трисомією 21ї хромосоми (синдром Дауна) та інших дітей з порушенням розумового розвитку у XXI столітті у трьох сферах життя: навчання, працевлаштування та самостійне проживання (під наглядом) [Архівовано 26 листопада 2020 у Wayback Machine.].
9 січня 2020 року у Луцьку відкрили кав'ярню, в якій офіціантами працюють двоє хлопців із синдромом Дауна: 21-річний Андрій Мельник та 19-річний Валентин Новосад.

## Інформаційні ресурси для підтримки осіб з синдромом Дауна

### Громадські організації в регіонах України
1. м. Київ, Всеукраїнська благодійна організація «Даун синдром»  [Архівовано 25 вересня 2020 у Wayback Machine.].

1. м. Березне, Громадська організація "Асоціації батьків дітей з інвалідністю та особливими потребами "Особливий кіндер "
2. м. Бровари, центр соціально-трудової адаптації БО "Перспектива 21.3"
3. м. Вінниця, Вінницький обласний Центр соціальної реабілітації дітей інвалідів «Промінь»  [Архівовано 28 лютого 2021 у Wayback Machine.]
4. м. Вінниця, Даун Синдром
5. м. Вінниця, ГО «Асоціація батьків дітей з особливими потребами»  [Архівовано 31 січня 2022 у Wayback Machine.]
6. м. Вінниця, Публічна професійна фундація Альтернатива
7. м. Дніпропетровськ, ГО «ДАСИД»  [Архівовано 21 січня 2022 у Wayback Machine.]
8. м. Житомир, Житомирська обласна ГО «Діти сонця»  [Архівовано 31 січня 2022 у Wayback Machine.]
9. м. Запоріжжя, Центр соціально-реабілітаційної допомоги дітям з обмеженими можливостями «Прометей»  [Архівовано 13 червня 2021 у Wayback Machine.]
10. м. І-Франківськ, ГО «Світанок» [Архівовано 31 січня 2022 у Wayback Machine.]
11. м. І-Франківськ, ГО "Сонячні діти Іван-Франківщини"
12. м. Київ, Благодійна організація «Перспектива 21.3»  [Архівовано 15 січня 2022 у Wayback Machine.]
13. м. Київ, Громадська Організація "WeCan"
14. м. Ковель, Ковельський дитячий благодійний фонд «Почнемо з малого»  [Архівовано 29 червня 2019 у Wayback Machine.]
15. м. Коломия, Благодійний фонд «Крокус»  [Архівовано 6 серпня 2019 у Wayback Machine.]
16. м. Костопіль, ГО ''Спілка батьків дітей та молоді з інвалідністю''Сонячний промінь''
17. м. Кривий Ріг, Криворізька міська благодійна організація допомоги дітям з синдромом Дауна «Сонячні діти Криворіжжя»  [Архівовано 31 січня 2022 у Wayback Machine.]
18. м. Кропивницький, ГО"Серце матері"
19. м. Львів, Благодійна організація «Промінчик»  [Архівовано 31 січня 2022 у Wayback Machine.]
20. м. Львів, Навчально-реабілітаційний центр «Джерело»  [Архівовано 23 вересня 2020 у Wayback Machine.]
21. м. Львів, «Центр Емаус»  [Архівовано 25 лютого 2021 у Wayback Machine.]
22. м. Львів, ГО "Розправлені крила"
23. м. Луцьк, Волинська обласна громадська організація батьків дітей з синдромом Дауна та іншими порушеннями розвитку
24. м. Луцьк, Сонячні діти Волині-ВОГО «Даун-синдром»  [Архівовано 31 січня 2022 у Wayback Machine.]
25. м. Миколаїв, ГО «Усмішка дитини»  [Архівовано 31 січня 2022 у Wayback Machine.]
26. м. Нововолинськ, ГО «Синдром любові»
27. м. Нововолинськ, ГО «Світ для дітей»
28. м. Одеса, Одеська благодійна організація «Сонячні діти»  [Архівовано 31 січня 2022 у Wayback Machine.]
29. м. Одеса, Одеський обласний благодійний фонд реабілітації дітей-інвалідів «Майбутнє»  [Архівовано 31 січня 2022 у Wayback Machine.]
30. м. Полтава, громадська організація «Полтава ДАУН СИНДРОМ»
31. м. Рівне, Обласна громадська організація «Асоціація батьків дітей з особливими потребами»  [Архівовано 31 січня 2022 у Wayback Machine.]
32. м. Рівне, Громадська організація "Асоціація батьків дітей інвалідів"
33. м. Тернопіль, Тернопільська обласна громадська організація «Центр сприяння дітям з синдромом Дауна „БебіКо“»  [Архівовано 31 січня 2022 у Wayback Machine.]
34. м. Ужгород, Ужгородське міське товариство захисту дітей з особливими потребами «Надія»  [Архівовано 10 жовтня 2020 у Wayback Machine.]
35. м. Харків, Благодійний фонд «Інститут раннього втручання»  [Архівовано 24 вересня 2020 у Wayback Machine.]
36. м. Харків, «Дети солнца»
37. м. Харкіа, «Асоціація батьків дітей з хромосомними аномаліями»
38. м. Херсон, Херсонська міська громадська організація матерів дітей інвалідів «Серце матері» пров. Комбайновий, 11а
39. м. Херсон, Херсонська обласна громадська організація підтримки дітей з синдромом Дауна та їх сімей «Сонячні діти Херсонщини»
40. м. Хмельницький, Громадська організація «AGAPE»
41. м. Хмельницький, Хмельницька обласна громадська організація «Асоціація батьків дітей з хромосомними порушеннями та іншими вадами розвитку „Сонячні діти“»  [Архівовано 31 січня 2022 у Wayback Machine.]
42. м. Черкаси, ГО «Сонячні діти Черкащини»  [Архівовано 31 січня 2022 у Wayback Machine.]
43. м. Чернівці, ГО «Особливі серед нас»  [Архівовано 17 вересня 2019 у Wayback Machine.]
44. м. Чернівці, ГО «Миле сонечко»  [Архівовано 31 січня 2022 у Wayback Machine.]
45. м. Чернігів, ГО «Голос батьків»
46. м. Шепетівка, Шепетівська громадська організація захисту прав дітей та молоді з особливими потребами внаслідок інтелектуальних порушень та інших особливостей розвитку «Діти сонця»

### Міжнародні ресурси
1. Міжнародна благодійна організація «Down Syndrome International» (DSi)  [Архівовано 28 вересня 2020 у Wayback Machine.]
2. Європейська Асоціація Даун Синдром «European Down Syndrome Association» (EDSA)  [Архівовано 25 вересня 2020 у Wayback Machine.]

### Групи підтримки батьків дітей у соціальних мережах
- Сила сонця  [Архівовано 31 січня 2022 у Wayback Machine.]
- м. Київ, Центр раннього розвиту ВБО «Даун синдром»  [Архівовано 31 січня 2022 у Wayback Machine.] і відео блог на каналі y ВБО "Даун Синдром" [Архівовано 4 жовтня 2021 у Wayback Machine.]
- Сильные родители (viber)[недоступне посилання з травень 2023]
- Солнышко мое, все для тебя (адміністратор)[недоступне посилання з травень 2023]
- Соня доня
- Блог Принцеса Катерина
- Синдром Дауна — образ жизни, а не судьба
- Синдром Дауна. Радість від кожного дня
- Синдром Дауна-трисомия «21» и «Жаворонушки»
- Медичний супровід людей із синдромом Дауна  [Архівовано 31 січня 2022 у Wayback Machine.]

## Інші гомініди
Синдром Дауна також може виникнути в гомінід, крім людей. У великих людиноподібних мавп хромосома 22 відповідає хромосомі 21 людини. Використання традиційної нумерації; поточна схема нумерації зберігає номери хромосом людини, використовуючи 2A і 2B замість 2 і 3 для позначення двох хромосом, які злилися в хромосому 2 у людини. і,таким чином, трисомія 22 спричинює синдром Дауна у людиноподібних мавп. Цей стан спостерігався у звичайного шимпанзе в 1969 році та борнейського орангутанга в 1979 році, але жоден з них не прожив дуже довго. Звичайний шимпанзе Канако (народився приблизно в 1993 році в Японії) став найдовше живучим відомим прикладом цього синдрому. Канако має деякі з тих самих ознак, які характерні для людини із синдромом Дауна. Невідомо, наскільки поширеним є цей стан у шимпанзе, але ймовірно, що воно може бути приблизно таким же поширеним, як синдром Дауна і у людей ,.

## Фільми, актори і музиканти з синдромом Дауна

### Усі художні фільми з категорії
1. «Історія Лізи» [Архівовано 5 серпня 2020 у Wayback Machine.], Україна, 2019, Владислав Погрібний
2. «Арахісовий сокіл», США, 2019, Зак Готтсаген
3. «Yellow», Індія, 2014  [Архівовано 9 жовтня 2016 у Wayback Machine.]
4. «Buddies», Бразилія, 2012  [Архівовано 22 жовтня 2016 у Wayback Machine.]
5. «Я теж», Іспанія, 2009, Пабло Пінеда
6. «Mr Blue Sky», 2007, Ashley Wolfe
7. Анімаційний серіал, створений про дівчинку з синдромом Дауна [Архівовано 22 грудня 2020 у Wayback Machine.]

Усі інші фільми — Down syndrome in films

### Усі документальні фільми
Documentary films about Down syndrome

### Соціальні проєкти (соціальна реклама)
- HOW DO YOU SEE ME (українські титри)  [Архівовано 31 січня 2022 у Wayback Machine.]
- NOT SPECIAL NEEDS (українські титри)  [Архівовано 25 січня 2022 у Wayback Machine.]
- СВОБОДА — Зниження — Ті самі реалії  [Архівовано 22 травня 2021 у Wayback Machine.]
- NDSS — 40 років — Без обмежень (українські титри)  [Архівовано 31 січня 2022 у Wayback Machine.]

### Мультфільми
- 7 коротких мультиків про сім'ю, що надихають (відео)  [Архівовано 5 березня 2021 у Wayback Machine.]
- 9 мультфільмів для школярів про дітей з особливими освітніми потребами  [Архівовано 27 серпня 2020 у Wayback Machine.]
- Про толерантність — 12 мультиків про дітей з особливими потребами  [Архівовано 16 жовтня 2020 у Wayback Machine.]

### Музичні виконавці

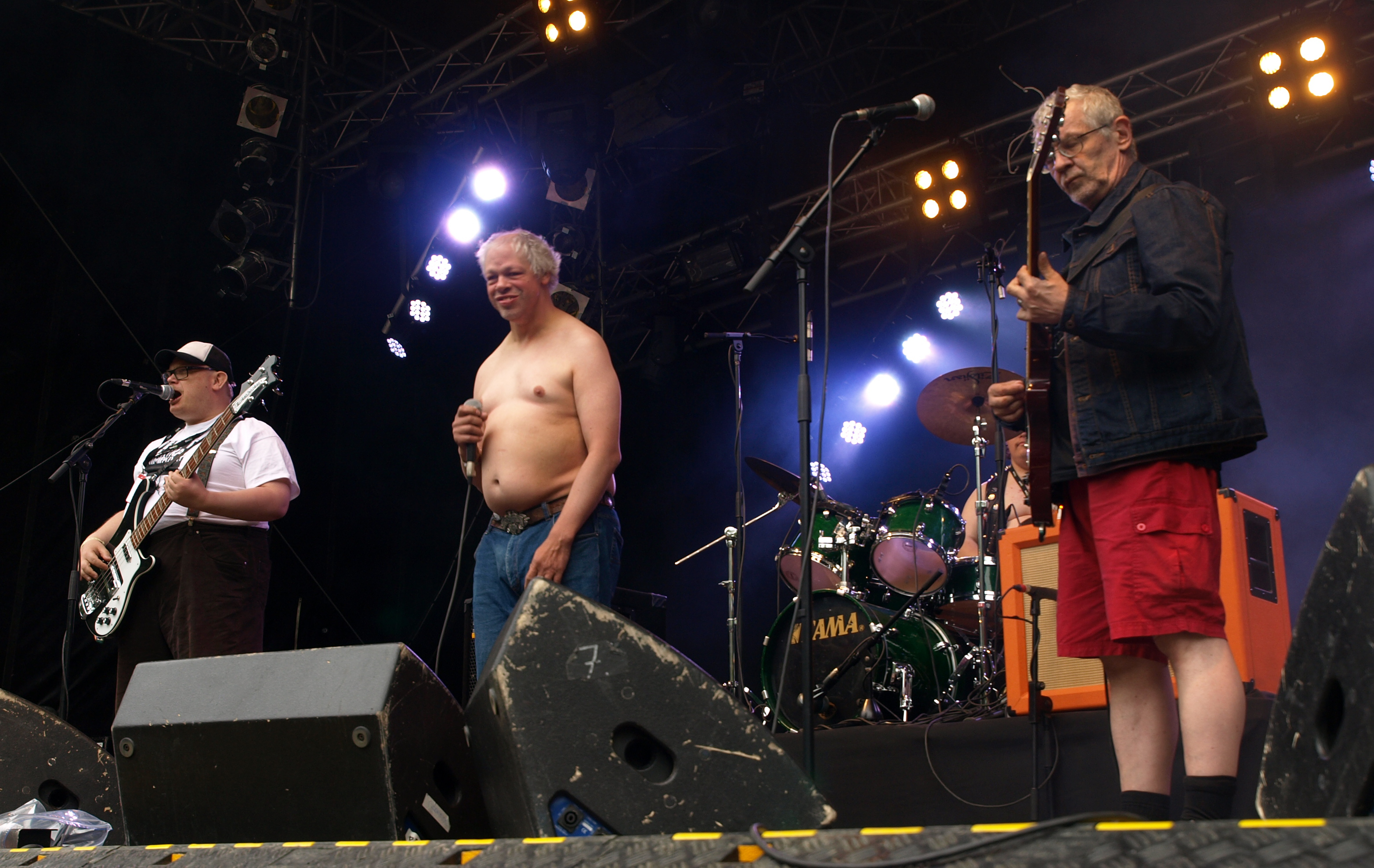
Виступ музичного гурту Pertti Kurikan Nimipäivät у 2013 році

- Pertti Kurikan Nimipäivät, (PKN) — фінський музичний панк-гурт, де всі, без винятку, учасники групи — розумово обмежені, деякі мають аутизм, двоє — синдром Дауна[70].Заснований у 2009 році[71].У 2015 році представляв Фінляндію на Євробаченні 2015. Гурт не набрав достатньої кількості балів для виходу до фіналу.